# Cognitieve neurowetenschap

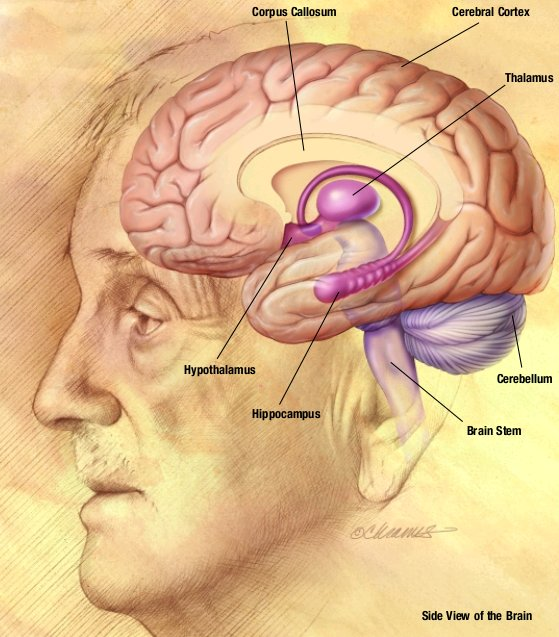
De hersenen

Cognitieve neurowetenschap is een vakgebied dat een integratie beoogt tussen neurowetenschap en cognitieve psychologie.

## Algemeen
Zowel psychologen als neurowetenschappers en onderzoekers met een wiskundige achtergrond zijn binnen de cognitieve neurowetenschap werkzaam. Het doel is te beschrijven hoe de hogere cognitieve functies bij de mens, zoals geheugen, aandacht en bewustzijn, emotie en taal zich binnen de hersenen afspelen. Het sturende principe achter het vakgebied is weleens geformuleerd als: "the mind is what the brain does" (of: de geest is het product van de hersenen). Cognitiewetenschappers proberen onder meer de vraag te beantwoorden waar  in de hersenen zich deze functies afspelen. Van groter belang is echter om een scherper inzicht te krijgen in de specifieke werking (het 'hoe') van de onderliggende neurale mechanismen. De eerste aanzetten hiertoe zijn aan het eind van de 20e eeuw in de Verenigde Staten gedaan door onder andere Gazzaniga en Kosslyn. Belangrijke pioniers in haar ontwikkeling waren onder andere Pierre Paul Broca, Franz Joseph Gall, Korbinian Brodmann, Karl Lashley en Donald Hebb. Ook in de Nederlandse academische wereld vertoont de cognitieve neurowetenschap een sterke groei, getuige de stroom aan wetenschappelijke artikelen die momenteel op dit terrein verschijnt, en het ontstaan van nieuwe leerstoelen binnen dit vakgebied. Het beschikbaar komen van nieuwe beeldvormende technieken van hersenonderzoek heeft de ontwikkeling van de cognitieve neurowetenschap sterk gestimuleerd.

## Brein en media
De neurowetenschap geniet een grote populariteit in maatschappij en media, die met name blijkt uit in een toenemende belangstelling voor de rol van hersenfuncties bij gedragsstoornissen en verslaving, de rol van erfelijkheid en opvoeding, het verbeteren van hersenfuncties, intelligentie en leerprestaties, veroudering, opvoeding, allerlei persoonlijkheidskenmerken e.d. Herseneigenschappen  worden daarbij ook vaak gezien als 'biologisch bewijs' of argumenten om bepaalde standpunten te onderbouwen en geloofwaardig te laten klinken.

## Convergentie van technieken
De grote kracht van de Cognitieve Neurowetenschap ligt in het combineren van onderzoektechnieken die aan verschillende disciplines zijn ontleend. Deze vormen als het ware haar onderzoeksinstrumentarium. Zij worden hieronder kort beschreven:

## Cognitieve stoornissen na hersenbeschadiging
Uitval of beschadiging van hersengebieden kan inzicht verschaffen in de hersengebieden die betrokken zijn bij bepaalde cognitieve functies (zie verder bij Neuropsychologie).

## Event-related potentials (ERPs)
Event-related-potential-componenten worden gemeten door stukjes EEG die na een vast tijdsinterval na een stimulus optreden te middelen. Zij weerspiegelen neurale activiteit in bepaalde gebieden van de hersenen, als reactie op een specifieke gebeurtenis of stimulus. Grofweg kan hierbij een onderscheid worden gemaakt tussen vroege en late componenten. Vroege componenten treden op binnen ongeveer 200 ms na de stimulus, en weerspiegelen voornamelijk neurale activiteit van de sensorische (zintuig) gebieden in de hersenen. Deze componenten kunnen aan de neuroloog nuttige informatie verschaffen over mogelijke stoornissen in de afferente visuele en auditieve zenuwbanen. Late componenten (later dan 200 ms) blijken meer gevoelig voor manipulaties van een cognitieve taak. Ook bestaan er ERP-componenten die optreden voorafgaande aan en volgend op een motorische gebeurtenis, zoals het indrukken van een knop. Hoewel ERPs meestal op de schedel worden gemeten, is het toch mogelijk gebleken een schatting te maken van de plaats of bron in de hersenen waar deze potentialen ontstaan. Hierbij wordt gebruikgemaakt van wiskundige bewerkingen van ERP-signalen die op een groot aantal plaatsen van de schedel zijn geregistreerd. Deze aanpak wordt ook wel dipoolmodellering of bronlokalisatie genoemd.

## Event-related fields (ERF)
Een variant van de ERP is de magneto-encefalografie (MEG). MEG wordt gemeten met gevoelige meetspoelen die op de schedel zijn geplaatst, en weerspiegelt veranderingen in magnetische velden die optreden in de buurt van actieve neuronen. Men veronderstelt daarbij dat het MEG vooral een afspiegeling is van activiteit van neuronen en dendrieten die evenwijdig lopen aan het oppervlak van de schedel. Dergelijke neuronen vinden we vooral in de plooien (sulci) van de hersenen, bijvoorbeeld in de visuele, somatosensibele (tast) een auditieve schorsgebieden. Omdat het MEG-signaal minder gevoelig is voor verzwakking van neurale activiteit door tussenliggende structuren zoals hersenweefsel, hersenvliezen en schedel is het meer geschikt de specifieke locatie aan te geven van neurale activiteit binnen in de hersenen, dan de op het EEG gebaseerde ERP. Het door een stimulus opgeroepen MEG-signaal wordt event-related field (ERF) genoemd.

## Single-unit registratie
Single-unitregistratie wordt hoofdzakelijk in dieronderzoek gebruikt, en kan informatie verschaffen over de elektrische activiteit van specifieke celgroepen in bijvoorbeeld de visuele of auditieve schors. Hierbij worden microelektroden met behulp van stereotactische instrumenten aangebracht. Deze aanpak kan bijvoorbeeld helpen de vraag te beantwoorden wat de invloed is van aandachtscondities op specifieke gebieden in de primaire visuele schors of dieper gelegen gebieden als de thalamus.

## Neuroimagingtechnieken
- Lokale activiteit

Beeldvormende technieken verschaffen meer direct inzicht in het specifieke gebied van de hersenen waar neurale activiteit plaatsvindt. Hieronder vallen de functionele MRI, maar ook de eerder ontdekte PET (Positron Emission Tomography) techniek.

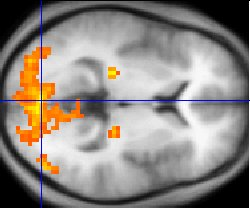
fMRI-data

Ook PET is gebaseerd op veranderingen in de doorbloeding van hersengebieden bij de uitvoering van cognitieve taken. Het verschil met fMRI is echter dat er eerst een radioactieve vloeistof (isotoop of tracer genoemd) wordt ingespoten. Met fMRI wordt vooral inzicht verkregen in  functionele lokale activiteit van gebieden in het brein. 
- Netwerkmodellering

Met nieuwe technieken zoals Independent Component Analysis (ICA) is het echter ook mogelijk gebleken  patronen van functionele connectiviteit van fMRI activiteit tussen verschillende gebieden in de hersenen te identificeren. Dit is o.a. vastgesteld door analyse van het brein in rust via zogenaamde resting-state-fMRI-experimenten. Hieruit bleek dat functionele koppelingen tussen hersengebieden in de rusttoestand ook actief waren tijdens het uitvoeren van een cognitieve taak. Functionele connectiviteit wil zeggen de samenhang of correlatie tussen gelijktijdige veranderingen in structuren van de hersenen, die mede afhankelijk zijn van een gedragsvariabele. Deze fMRI techniek wordt soms gecombineerd met diffusion tensor imaging (DTI), een niet-invasieve MRI-techniek waarmee de wittestofbanen in de hersenen in kaart kunnen worden gebracht (zie ook tractografie). Dit heeft aan het licht gebracht dat functioneel met elkaar verbonden gebieden ook structureel verbonden zijn door wittestofbanen. Met ICA kunnen vervolgens systematische patronen van hersenactiviteit van het brein in rust worden onderscheiden van achtergrondruis. Het betreft hier grootschalige, met elkaar interacterende netwerken zoals het saliencenetwerk, het defaultnetwerk en het centraal-excutief netwerk, elk met een specifieke cognitieve functie.

## Transcraniële magnetische stimulatie (TMS)
Hierbij wordt via een op de schedel geplaatste spoel een kortdurende magnetische puls door de schedel en onderliggende neuronen gevoerd. Hierdoor wordt het onderliggende hersengebied geactiveerd. Als bijvoorbeeld de spoel boven het motorisch gebied van de hand wordt geplaatst, zal de puls leiden tot een korte samentrekking van de handspieren. Bij stimulatie van het visuele gebied achter op het hoofd kan TMS leiden tot een kortstondige verstoring van de waarneming van een kort (ongeveer 100 ms) daarvoor op een beeldscherm aangeboden patroon. Op andere plaatsen van de schedel, bijvoorbeeld boven de frontale kwabben, is de proefpersoon zich vaak niet bewust van het effect van stimulatie. TMS wordt ook wel een virtuelelaesietechniek genoemd, omdat het in zekere zin effecten van echte laesies van de hersenen nabootst.

## Cognitieve taken en gedragsmaten
Het gedrag in cognitieve taken (en de hiermee geassocieerde neurale activiteit) is beter te interpreteren als de onderzoeker gebruikmaakt van theoretisch goed onderbouwde taken. Het betreft vrijwel altijd cognitief psychologische taken, waarmee het mogelijk is specifieke psychische processen, zoals herkenning van stimulusmateriaal, selectieve aandacht, zoeken in het geheugen, motorische voorbereiding en motorische uitvoering, te isoleren. In veel gevallen is cognitieve neurowetenschap dan ook cognitieve psychologie in een hersenscanner. De in deze taken gehanteerde gedragsmaten geven nuttige informatie over deze processen, en bieden een goede controle op de kwaliteit van taakuitvoering van de proefpersoon. Hierbij kan men denken aan reactietijden, aantal fouten, percentage onthouden stimuli, of zekerheidsschattingen.

## Computersimulaties
Computersimulatie (computational modeling) kan nuttige informatie opleveren over de wijze waarop processen als probleem oplossen, conditioneren, herkennen van objecten en het monitoren van conflict in netwerken van het brein zijn geïmplementeerd. De kracht van deze aanpak is de mogelijkheid om in een geformaliseerd model complexe interacties tussen factoren die van belang zijn voor het functioneren van bepaalde hersengebieden na te bootsen. Ook kunnen hiermee specifieke voorspellingen worden gedaan die later met empirische technieken (zoals ERPs of fMRI) kunnen worden getoetst.